# My Spy
My Spy är en amerikansk actionkomedifilm från 2020. Filmen är regisserad av Peter Segal med manus skrivet av Jon och Erich Hoeber.
Filmen hade skulle haft svensk biopremiär den 24 april 2020, utgiven av SF Studios, men då biografer var nedstängda under höjden av pandemin så släpptes filmen istället digitalt den 17 augusti 2020.

## Handling
Filmen handlar om den förhärdade CIA-agenten JJ, som plötsligt befinner sig i händerna på en lillgammal 9-årig flicka vars farbror är en farlig vapenförsäljare.

## Rollista (i urval)
- Dave Bautista – JJ
- Chloe Coleman – Sophie Newton
- Kristen Schaal – Bobbi Ault
- Ken Jeong – Kim Trang
- Parisa Fitz-Henley – Kate Newton
- Greg Bryk – Marquez
- Devere Rogers – Carlos
- Olivia Dépatie – Selma
- Keller Viaene – Emmy